# Microphthalmus listensis
Microphthalmus listensis är en ringmaskart som beskrevs av Westheide 1967. Microphthalmus listensis ingår i släktet Microphthalmus och familjen Hesionidae. Arten är reproducerande i Sverige. Inga underarter finns listade i Catalogue of Life.